# Districte de Suire
El Districte de Suire és un dels 5 districtes del departament francès del Puèi Domat, a la regió d'Alvèrnia-Roine-Alps. Té 9 cantons i 116 municipis. El cap del districte és la sotsprefectura de Suire.

## Cantons
cantó d'Ardes - cantó de Bessa e Sant Anastasía - cantó de Campels - cantó de Suire - cantó de los Gemèis - cantó de Sant German de Lembron - cantó de Sauxillanges - cantó de Tauvas - cantó de La Tor d'Auvernha